# Kaniholma (vid Bjärnå, Salo)
Kaniholma är en ö i Finland. Den ligger i sjön Frankböleträsket och i kommunen Salo i den ekonomiska regionen  Salo och landskapet Egentliga Finland, i den södra delen av landet, 100 km väster om huvudstaden Helsingfors. Öns area är 0,3 hektar och dess största längd är 120 meter i öst-västlig riktning.